# Осоавиахим-1

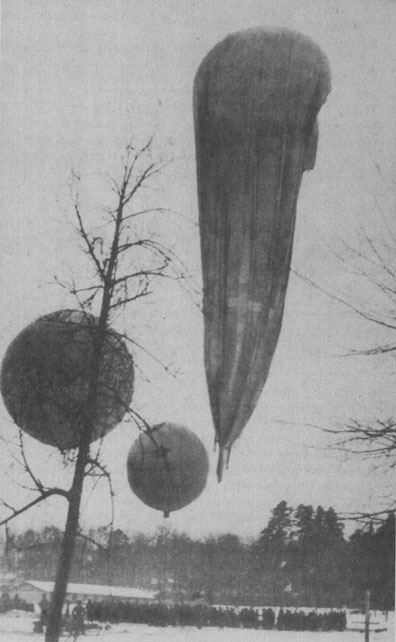
«ОАХ-1» перед стартом.

«Осоавиахим-1» (або «ОАХ-1») — стратосферний аеростат, побудований в Радянському Союзі. На цьому стратостаті в 1934 році був встановлений рекорд висоти: «ОАХ-1» вперше у світі зумів досягти висоти 22 кілометри над рівнем моря. Однак політ стратостата завершився аварією, усі три члени екіпажу — П. Ф. Федосеєнко, А. Б. Васенко та І. Д. Усискін — загинули.

## Проект, будівництво та підготовка польоту «Осоавиахим-1»

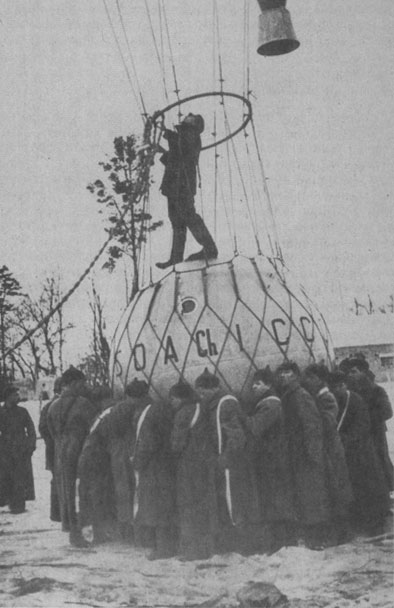
До старту лічені години.

У 1930 році кілька талановитих інженерів Ленінградського відділення ТСОАВІАХІМ загорілися ідеєю побудувати новий стратостат для підкорення рекордних для того часу висот. Однак через фінансові труднощі в радянської Росії безпосередня робота над проектом почалася тільки в кінці 1932 року. Головним конструктором стратостата призначили Васенка, а керівником робіт — досвідченого інженера Чертовського.
У червні 1933 року оболонка «Осоавиахим-1» була доведена в обсязі до 24940 м³. У серпні того ж року готовий стратостат оглянула комісія Цивільного повітряного флоту під керівництвом Спаського і, попри те що люк кабіни визнали незадовільним по можливості його закривати, допустила літальний апарат до експлуатації.
Для проведення наукових дослідів і спостережень стратостат «ОАХ-1» оснастили найкращими на той час приладами, створеними в Головній геофізичній обсерваторії, частину обладнання підготували в Радієвому і Фізико-технічному інститутах. Інститут експериментальної біології клопотав, щоб у стратосферу взяли мушок-дрозофіл.

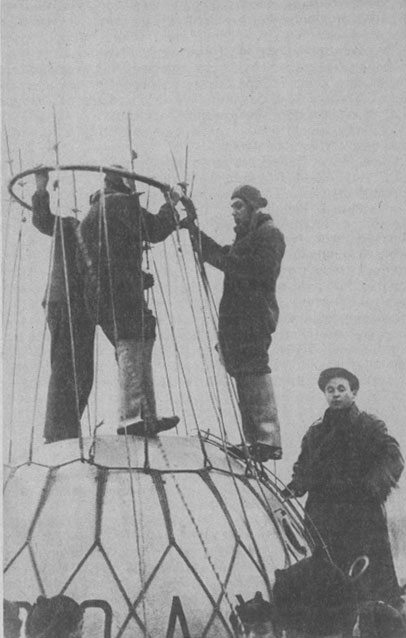
Останні приготування.

Спочатку старт «Осоавиахима-1» був призначений на 30 вересня 1933 року, але через несприятливі метеоумови політ стратостата за рішенням Центральної ради Осоавіахіму відстрочили до теплих днів весни 1934 року. Наукову апаратуру гондоли демонтували й відправили в Ленінград, оболонку «Осоавиахим-1» склали і прибрали в чохол.
Восени, під час бесіди з журналістами, командир стратостата «СССР-1» (який незадовго до цього досяг позначки в 19 000 метрів) Прокоф'єв зробив заяву, що він і його екіпаж готуються повторити рейд в стратосферу, не чекаючи настання тепла, — зимою.
Це спонукало Павла Федосеєнко подати рапорт до Центральної ради Осоавіахіму з пропозицією здійснити політ взимку. ЦРО дав добро, і випробувачі стали готуватися до польоту. Незважаючи на всі зусилля членів Осоавіахіму, підготувати політ в 1933 році не вдалося, і його перенесли на січень 1934 року.
28 січня 1934 «Осоавиахим-1» був доставлений до місця старту в Кунцеве. Політ було вирішено присвятити XVII з'їзду компартії, який проходив у ті дні в Москві, про що члени екіпажу дали низку інтерв'ю та виступили по радіо.
30 січня 1934 року з 8.00 до 9.00 пройшла завершальна передполітна підготовка «ОАХ-1» і було зроблено остаточне зважування стратостата. Напередодні до розрахункової ваги члени екіпажу додали 180 кілограм баласту. Завдяки використанню маневреного та аварійного баластів стало можливим підняти польотну стелю до 20500 метрів.